# Jenseniella psidii
Jenseniella psidii är en insektsart som beskrevs av Leonard D. Tuthill 1959. Jenseniella psidii ingår i släktet Jenseniella och familjen rundbladloppor.
Artens utbredningsområde är Peru. Inga underarter finns listade i Catalogue of Life.